# Древнеславянский календарь
Древнеславянский календарь — условное название комплекса календарных представлений древних славян, существовавших в языческой культуре и повлиявших в период христианизации на формирование календарных систем славянских народов. Эти представления касаются способов подсчёта дней, месяцев и лет.

## Общие принципы исчисления времени древними славянами

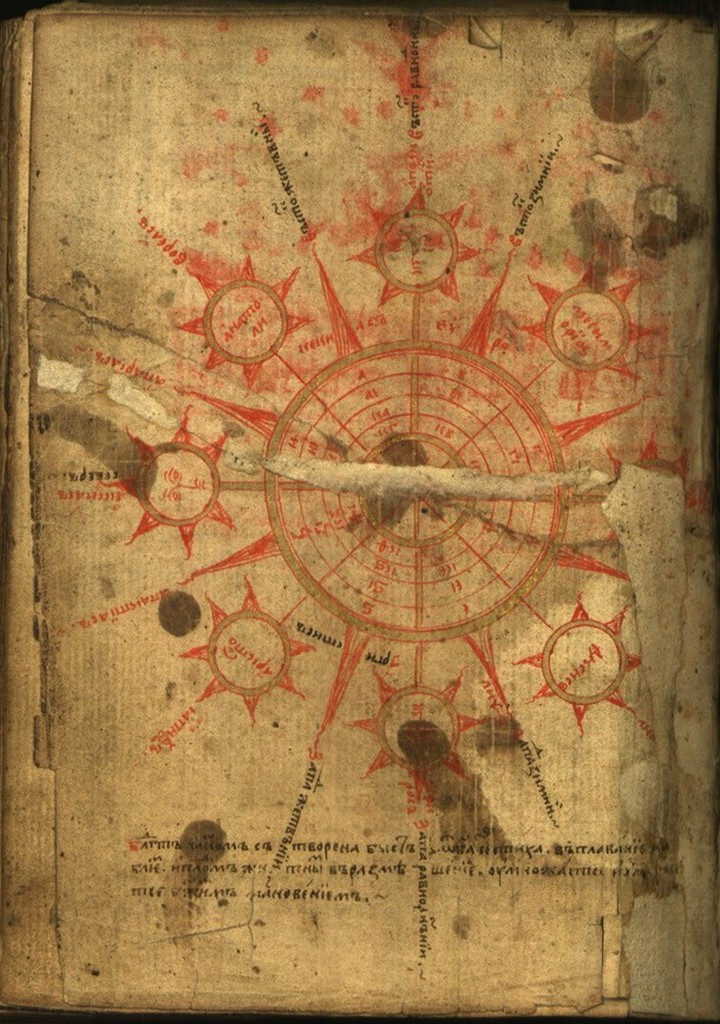
Псалтирь Synaxario. Чешская рукопись из Праги, XVI век